# Mitsuo Fukuda
Mitsuo Fukuda (福田 己津央, Fukuda Mitsuo, 福田 満夫 bis 1990; * 1960) ist ein japanischer Anime-Regisseur. Er war Regisseur von Future GPX Cyber Formula, Gear Fighter Dendoh, Gundam SEED und Gundam SEED Destiny.  
Animes, die unter der Regie von Fukuda in der Zeitschrift Animage den Grand Prix Award erhalten haben: 
- Future GPX Cyber Formula (1991)
- Mobile Suit Gundam SEED (2002)
- Mobile Suit Gundam SEED Destiny (2004–2005)

| Personendaten    | Personendaten               |
| ---------------- | --------------------------- |
| NAME             | Fukuda, Mitsuo              |
| KURZBESCHREIBUNG | japanischer Anime-Regisseur |
| GEBURTSDATUM     | 1960                        |